# Xylionulus maynei
Xylionulus maynei är en skalbaggsart som beskrevs av Basilewsky 1954. Xylionulus maynei ingår i släktet Xylionulus och familjen kapuschongbaggar. Inga underarter finns listade i Catalogue of Life.